# Колтимак (права притока Тойми)
Колтима́к (рос. Колтымак) — річка в Алнаському районі Удмуртії, Росія, права притока Тойми.
Довжина річки становить 22 км. Бере початок на Можгинської височини, впадає до Тойми на території села Удмуртське Кізеково.
На річці розташовані села Колтимак та в гирлі Удмуртське Кізеково. Недалеко від гирла та біля села Дроздовка збудовані 2 автомобільних мости.